# Fontcoberta
Fontcoberta är en kommun i Spanien.   Den ligger i provinsen Província de Girona och regionen Katalonien, i den östra delen av landet, 600 km öster om huvudstaden Madrid. Antalet invånare är 1 375. Arean är 17,3 kvadratkilometer. Fontcoberta gränsar till Esponellà, Vilademuls, Cornellà del Terri, Banyoles och Porqueres. 
Terrängen i Fontcoberta är platt.